# Teviston (California)
Teviston es un lugar designado por el censo ubicado en el condado de Tulare en el estado estadounidense de California. En el año 2010 tenía una población de 1.214 habitantes. Se ubica a 376 km de la capital del estado. 

## Geografía
Teviston se encuentra ubicado en las coordenadas 35°55′44.2″N 119°16′41.9″O / 35.928944, -119.278306.